# امپراتوری هخامنشی (کتاب)
امپراتوری هخامنشی (به فرانسوی: Histoire de l'Empire Perse. De Cyrus à Alexandre) کتابی است که پیر بریان در ۱۹۹۶ نوشته است و ناهید فروغان در ۱۳۸۱ به فارسی برگردانیده است..

## توضیح
امپراتوری هخامنشی‌ها در پی فتوحات کوروش و کمبوجیه بر ویرانه‌ها و اراضی حاصلخیز ممالک گوناگون خاور نزدیک تأسیس شد. داریوش اول به این امپراتوری وسعت بخشید و آن را به نحو استوارتری سازماندهی کرد. امپراتوری هخامنشی بیش از دو قرن از رود سند تا دریای اژه، از سیر دریا تا خلیج فارس و نخستین آبشار نیل گسترده بود تا سرانجام با مرگ داریوش سوم در یک توطئه، در همان زمان که حریفش اسکندر در مقام فاتح ظاهر می‌شد، از میان رفت.